# Cecil Frances Alexander
Cecil Frances Alexander född Humphreys (1823 i Dublin och död 12 oktober 1895). Irländsk biskopsfru. Psalm- och barnsångsförfattare, vars verk är publicerade både i engelska, som The Church Hymn book 1872, och svenska psalmböcker.

## Psalmer
- Och det hände vid den tiden diktad 1848 och översattes 1971 till svenska av Eva Norberg och är med i Den svenska psalmboken 1986 som nr 129. Texten tonsattes 1849 av Henry John Gauntlett.
- De gyllne portar öppna står (SMF 1920 nr 153).

### Engelska original
- All things bright and beatiful nr 587 i The English Hymnal with Tunes 1933.
- Do no sinful action nr 589 i The English Hymnal with Tunes 1933.
- Every morning the red sun nr 590 i The English Hymnal with Tunes 1933.
- Forgive them, O my Father nr 112 i The English Hymnal with Tunes 1933.
- Forsaken once, and thrice denied nr 227 i The English Hymnal with Tunes 1933.
- He is risen, he is risen nr 132 i The English Hymnal with Tunes 1933.
- His are the thousand sparkling rills nr 117 i The English Hymnal with Tunes 1933.
- I bind unto myself today nr 212 i The English Hymnal with Tunes 1933. (Översättning från grekiska Дτοмρıυζ ıπσıц ).
- Jesus calls us! — o'er the tumult nr 205 i The English Hymnal with Tunes 1933.
- O Jesus! bruised and wounded more diktad 1859, publicerad som nr 726 i The Church Hymn book 1872.
- Once in royal David's city nr 605 i The English Hymnal with Tunes 1933.
- The roseate hues of early dawn diktad 1853, publicerad som nr 833 i The Church Hymn book 1872 och nr 493 i The English Hymnal with Tunes 1933.
- There is a green hill far away nr 106 i The English Hymnal with Tunes 1933.
- We are but little children poor nr 610 i The English Hymnal with Tunes 1933.
- When, wounded sore, the stricken soul diktad 1858, publicerad som nr 532 i The Church Hymn book 1872.